# 古瓦南
古瓦南（法語：Gouanan），是馬里的城鎮，位於該國南部，由錫卡索區的揚福利拉省負責管轄，面積1,747平方公里，海拔高度323米，2009年人口24,704，人口密度每平方公里14人。